# Alfons Beckenbauer (Fußballspieler)
Alfons Beckenbauer (* 1908; † 1974) war ein deutscher Fußballspieler.

## Karriere
Beckenbauer, der Onkel von Franz Beckenbauer, aus der Jugend des FC Stern München hervorgegangen, spielte in den 1920er und Anfang der 1930er Jahre als Halbstürmer für die Sportfreunde 1912 Giesing im Ligasystem auf Kreis- und Bezirksebene und später für den FC Bayern München. Für die Auswahlmannschaft des Arbeiter-Turn- und Sportbundes bestritt er ferner fünf Länderspiele.
Er gehörte dem FC Bayern München von 1932 bis 1934 an und kam in dieser Zeit zu einem Punktspiel in der in zwei Gruppen unterteilten Bezirksliga Bayern. Damit hatte er Anteil am Gewinn der Südbayerischen Meisterschaft. Mit diesem Erfolg nahm er mit seiner Mannschaft an der sich anschließenden Endrunde um die Süddeutsche Meisterschaft teil und kam dabei in zwei Spielen der Gruppe Ost/West zum Einsatz. Beim 4:1-Sieg im Heimspiel gegen den FC Phönix Ludwigshafen erzielte er mit dem Treffer zum Endstand in der 62. Minute sein erstes Tor. Sein zweites gelang ihm am 16. April 1933 beim 3:2-Sieg beim Saarmeister FK Pirmasens mit dem Treffer zur 1:0-Führung in der dritten Minute. Zudem kam er in drei Freundschaftsspielen zum Einsatz, in denen ihm ein Tor gelang. In seiner letzten Saison, in der der FC Bayern München in der Gauliga Bayern, in einer von zunächst 16, später auf 23 aufgestockten Gauligen zur Zeit des Nationalsozialismus als einheitlich höchste Spielklasse im Deutschen Reich spielte, wurde er in Punktspielen nicht eingesetzt; er erzielte jedoch in einem weiteren Freundschaftsspiel drei Tore. Mit Ablauf der Saison beendete er aus gesundheitlichen Gründen seine Karriere.

## Erfolge
- Südbayerischer Meister 1933